# Доличное письмо
Доличное письмо — термин древнерусской живописи, обозначающий исполнение пейзажа, архитектуры, утвари, одежды — всего, кроме лиц и не закрытых одеждой частей тела. Работа по доличному письму часто распределялась между отдельными мастерами-художниками (один из которых писал только пейзажи, другой только одежду и т. д.). Предшествовало в ходе исполнения лично́му письму.
Доли́чник (пла́течник) — художник в технике доличного письма, то есть станковой темперной и масляной живописи с узкой специализацией в изображении одежд, архитектуры, пейзажа и орнамента.

## Техника исполнения
В иконописи, в соответствии с действующими канонами и сложившейся практикой, существовала последовательность раскрытия образа. 
По огрунтованной поверхности, доличник (может иметь более узкую специализацию: платечник (изображает одежду), травщик (изображает растения) и проч.) схематически делил поверхность на доли, в которых символически обозначал элементы пейзажа, строений, животных, одежды, утвари и проч. После чего, обрисовывал контуры элементов, вносил корректировки и приступал к росписи иконы. Когда фигуры были нарисованы, рисовались тени и орнамент, в том числе, на одежде. Соблюдался принцип: от темного к светлому тону, до изображения нимбов и вспышек божественного света. Мастер-личник рисовал лики святых и открытые части тела. Лики прорисовывались в четыре этапа: подмалевка, перемалевка, заканчивание (отделка яичными красками) и нанесение двух слоев лака. После каждого этапа требовалось просушивание красок.